# No Code
A Pearl Jam negyedik lemeze, 1996. augusztus 27-én jelent meg. Ez az album volt a Pearl Jam utolsó #1 lemeze a Billboard listán. Két hétig vezette az eladásokat, annak ellenére, hogy ez a banda legrosszabb fogadtatást megélt albuma. Az első héten 366 000 példány kelt el belőle, ez messze alatta maradt a megelőző két lemez (Vs. és Vitalogy) első heti eladásainak. A lemez azóta platina státuszt ért el 1,5 milliós eladott példányszámával.

## Számok
1. Sometimes – (Vedder) – 2:40
2. Hail,Hail – (Gossard, Vedder, Ament, McCready) – 3:41
3. Who You Are – (Gossard, Irons, Vedder) – 3:50
4. In My Tree – (Gossard, Irons, Vedder) – 3:59
5. Smile – (Ament, Vedder) – 3:52
6. Off He Goes – (Vedder) – 6:02
7. Habit – (Vedder) – 3:35
8. Red Mosquito – (Ament, Gossard, Irons, McCready, Vedder) – 4:03
9. Lukin – (Vedder) – 1:02
10. Present Tense – (McCready, Vedder) – 5:46
11. Mankind – (Gossard) – 3:28
12. I'm Open – (Irons, Vedder) – 2:57
13. Around The Bend – (Vedder) – 4:35

## Kislemezek az albumról
- Who You Are / Habit (1996)
- Off He Goes / Dead Man (1996)
- Hail, Hail / Black, Red, Yellow (1997)

## Készítők
- Mike McCready – gitár,zongora
- Jeff Ament – basszusgitár, gitár, chapman, vokál
- Stone Gossard – gitár, vokál, ének: "Mankind"
- Jack Irons – dob
- Eddie Vedder – ének, gitár, szájharmonika
- Brendan O'Brien]– zongora
- Brendan O'Brien, Pearl Jam – producer
- Brendan O'Brien, Nick DiDia – audió keverés
- Nick DiDia – felvételek
- Bob Ludwig – audió masterelés
- Matt Bayles, Jeff Layne, Caram Costanzo – hangmérnökök
- Eddie Vedder, Jeff Ament, Mike McCready, Barry Ament, A. Fields, Chris McGann, Lance Mercer, Dr. Paul J. Bubak – 144 polaroid
- Jeff Ament, Lancer Mercer – fekete-fehér fényképek
- Barry Ament, Chris McGann, Eddie Vedder (Jerome Turner álnéven)– Borító elrendezése
- Eddie Vedder(Jerome Turner álnéven) – A No Code koncepciója